# That's What People Do
That's What People Do е самостоятелно издаден албум от рок бандата Thousand Foot Krutch. Rhyme Animal е първият и единствен сингъл от този албум, издаден в Канада. Това е единственият албум на TFK без музикални клипове. Тревър Макневън е единственият присъстващ член, който все още е в групата.

## Списък на песните
1. Rhyme Animal 5:09
2. Brother John 5:48
3. Small Town 6:53
4. Lift It 4:28
5. Set It Off 6:06
6. Breather 3:31
7. Sweet Unknown 4:25
8. Sunshyne 3:38
9. Moment Of The Day 4:08
10. The Alternative Song 4:30

## Сингли
- Rhyme Animal